# Bahnstrecke Aix-les-Bains–Annemasse
| Brücke über den Chéran bei Rumilly |                      |                                         |                                        |
| Streckennummer (SNCF): | 897 000              |                                         |                                        |
| Streckenlänge: | 94,65 km             |                                         |                                        |
| Spurweite: | 1435 mm (Normalspur) |                                         |                                        |
| Stromsystem: | 25 kV 50 Hz ~        |                                         |                                        |
| Maximale Neigung: | 20 ‰                 |                                         |                                        |
| |                      |                                         |                                        |
| \| \| \| von Modane \| \| \| \| 0,00 \| Aix-les-Bains-Le Revard \| 244 m \| \| \| 0,34 \| nach Culoz \| nach Culoz \| \| \| \| Sierroz (25 m) \| \| \| \| 4,27 \| Grésy-sur-Aix \| 291 m \| \| \| 6,48 \| \| \| \| \| \| Sauvage-Tunnel (204 m) \| \| \| \| -0,02 \| Fehlerprofil 17 m länger \| Fehlerprofil 17 m länger \| \| \| 7,74 \| \| \| \| \| 12,31 \| Albens \| 353 m \| \| \| 15,09 \| Departementsgrenze Savoie/Haute-Savoie \| Departementsgrenze Savoie/Haute-Savoie \| \| \| 16,56 \| Bloye \| 362 m \| \| \| 20,94 \| Rumilly \| 346 m \| \| \| 27,18 \| Marcellaz-Hauteville \| 359 m \| \| \| 33,22 \| Lovagny-Gorges du Fier \| 389 m \| \| \| \| Brassilly-Tunnel (1163 m) \| \| \| \| 37,29 \| A 41 \| A 41 \| \| \| 39,02 \| von Albertville \| von Albertville \| \| \| 39,59 \| Annecy Endpunkt L 2 \| 449 m \| \| \| \| Überdeckung Annecy (398 m) \| \| \| \| \| Brogny-Tunnel (379 m) \| \| \| \| 44,14 \| Pringy \| 483 m \| \| \| 46,55 \| Argonay \| 522 m \| \| \| 49,73 \| Saint-Martin-Bellevue \| 568 m \| \| \| 51,36 \| Charvonnex \| 596 m \| \| \| 52,15 \| A 410 \| A 410 \| \| \| 55,15 \| Groisy-Thorens-La Caille \| 655 m \| \| \| 57,05 \| Les Aires \| 687 m \| \| \| \| Aires-Tunnel (262 m) \| \| \| \| \| Évires-Viadukt (Cercay, 112 m) \| \| \| \| 62,39 \| Évires \| 766 m \| \| \| \| Bornes-Tunnel (1582 m) \| \| \| \| 65,40 \| A 410 \| A 410 \| \| \| 66,37 \| Les Fleuries \| 729 m \| \| \| 71,07 \| Saint-Laurent (Haute-Savoie) \| 659 m \| \| \| 77,18 \| von Saint-Gervais L 3 \| von Saint-Gervais L 3 \| \| \| 77,21 \| Foron-Viadukt (Foron, 123 m) \| Foron-Viadukt (Foron, 123 m) \| \| \| 77,74 \| La Roche-sur-Foron \| 581 m \| \| \| 80,52 \| A 410 \| A 410 \| \| \| 81,27 \| Pers-Jussy-Chevrier \| 549 m \| \| \| 84,92 \| Reignier \| 509 m \| \| \| 87,43 \| Ésery-Marsinge \| 486 m \| \| \| 90,48 \| Monnetier-Mornex \| 440 m \| \| \| 92,33 \| A 40 \| A 40 \| \| \| \| von Léaz \| \| \| \| 92,42 \| Étrembières-Salève \| 409 m \| \| \| \| Arve (67 m) \| \| \| \| \| von Genève-Cornavin L 2 L 3 \| \| \| \| 94,65 \| Annemasse Fahrtrichtungswechsel L 2 L 3 \| 435 m \| \| \| \| nach Saint-Gingolph \| \| |                      |                                         |                                        |
| Strecke |                      | von Modane                              | von Modane                             |
| Bahnhof | 0,00                 | Aix-les-Bains-Le Revard                 | 244 m                                  |
| Abzweig geradeaus und nach links | 0,34                 | nach Culoz                              | nach Culoz                             |
| Brücke über Wasserlauf |                      | Sierroz (25 m)                          | Sierroz (25 m)                         |
| Bahnhof | 4,27                 | Grésy-sur-Aix                           | 291 m                                  |
| Verschwenkung von links · Verschwenkung von rechts (Strecke außer Betrieb) | 6,48                 |                                         |                                        |
| Strecke · Tunnel (Strecke außer Betrieb) |                      | Sauvage-Tunnel (204 m)                  | Sauvage-Tunnel (204 m)                 |
| Kilometer-Wechsel · Strecke (außer Betrieb) | -0,02                | Fehlerprofil 17 m länger                | Fehlerprofil 17 m länger               |
| Verschwenkung nach links · Verschwenkung nach rechts (Strecke außer Betrieb) | 7,74                 |                                         |                                        |
| Bahnhof | 12,31                | Albens                                  | 353 m                                  |
| Grenze | 15,09                | Departementsgrenze Savoie/Haute-Savoie  | Departementsgrenze Savoie/Haute-Savoie |
| ehemaliger Bahnhof | 16,56                | Bloye                                   | 362 m                                  |
| Bahnhof | 20,94                | Rumilly                                 | 346 m                                  |
| ehemaliger Bahnhof | 27,18                | Marcellaz-Hauteville                    | 359 m                                  |
| ehemaliger Bahnhof | 33,22                | Lovagny-Gorges du Fier                  | 389 m                                  |
| Tunnel |                      | Brassilly-Tunnel (1163 m)               | Brassilly-Tunnel (1163 m)              |
| Strecke mit Straßenbrücke | 37,29                | A 41                                    | A 41                                   |
| Abzweig geradeaus und ehemals von rechts | 39,02                | von Albertville                         | von Albertville                        |
| Bahnhof | 39,59                | Annecy Endpunkt L 2                     | 449 m                                  |
| Tunnel |                      | Überdeckung Annecy (398 m)              | Überdeckung Annecy (398 m)             |
| Tunnel |                      | Brogny-Tunnel (379 m)                   | Brogny-Tunnel (379 m)                  |
| Bahnhof | 44,14                | Pringy                                  | 483 m                                  |
| ehemaliger Haltepunkt / Haltestelle | 46,55                | Argonay                                 | 522 m                                  |
| ehemaliger Bahnhof | 49,73                | Saint-Martin-Bellevue                   | 568 m                                  |
| ehemaliger Haltepunkt / Haltestelle | 51,36                | Charvonnex                              | 596 m                                  |
| Strecke mit Straßenbrücke | 52,15                | A 410                                   | A 410                                  |
| Bahnhof | 55,15                | Groisy-Thorens-La Caille                | 655 m                                  |
| ehemaliger Haltepunkt / Haltestelle | 57,05                | Les Aires                               | 687 m                                  |
| Tunnel |                      | Aires-Tunnel (262 m)                    | Aires-Tunnel (262 m)                   |
| Brücke über Wasserlauf |                      | Évires-Viadukt (Cercay, 112 m)          | Évires-Viadukt (Cercay, 112 m)         |
| ehemaliger Bahnhof | 62,39                | Évires                                  | 766 m                                  |
| Tunnel |                      | Bornes-Tunnel (1582 m)                  | Bornes-Tunnel (1582 m)                 |
| Strecke mit Straßenbrücke | 65,40                | A 410                                   | A 410                                  |
| ehemaliger Haltepunkt / Haltestelle | 66,37                | Les Fleuries                            | 729 m                                  |
| ehemaliger Bahnhof | 71,07                | Saint-Laurent (Haute-Savoie)            | 659 m                                  |
| Abzweig geradeaus und von rechts | 77,18                | von Saint-Gervais L 3                   | von Saint-Gervais L 3                  |
| Brücke über Wasserlauf | 77,21                | Foron-Viadukt (Foron, 123 m)            | Foron-Viadukt (Foron, 123 m)           |
| Bahnhof | 77,74                | La Roche-sur-Foron                      | 581 m                                  |
| Strecke mit Straßenbrücke | 80,52                | A 410                                   | A 410                                  |
| ehemaliger Haltepunkt / Haltestelle | 81,27                | Pers-Jussy-Chevrier                     | 549 m                                  |
| Bahnhof | 84,92                | Reignier                                | 509 m                                  |
| ehemaliger Haltepunkt / Haltestelle | 87,43                | Ésery-Marsinge                          | 486 m                                  |
| ehemaliger Bahnhof | 90,48                | Monnetier-Mornex                        | 440 m                                  |
| Brücke | 92,33                | A 40                                    | A 40                                   |
| Abzweig geradeaus und von links |                      | von Léaz                                | von Léaz                               |
| ehemaliger Bahnhof | 92,42                | Étrembières-Salève                      | 409 m                                  |
| Brücke über Wasserlauf |                      | Arve (67 m)                             | Arve (67 m)                            |
| Abzweig geradeaus und von links |                      | von Genève-Cornavin L 2 L 3             | von Genève-Cornavin L 2 L 3            |
| Bahnhof | 94,65                | Annemasse Fahrtrichtungswechsel L 2 L 3 | 435 m                                  |
| Strecke |                      | nach Saint-Gingolph                     | nach Saint-Gingolph                    |

Die Bahnstrecke Annemasse–Aix-les-Bains ist eine normalspurige Eisenbahnstrecke im französischen Département Haute-Savoie in der Region Auvergne-Rhône-Alpes. Sie gehört dem staatlichen Schieneninfrastrukturunternehmen SNCF Réseau. In den Jahren nach dem Zweiten Weltkrieg diente sie als Versuchsstrecke für den elektrischen Betrieb mit Wechselstrom.

## Geschichte

Bahnhof Annecy, um 1900

Die langwierigen Bewilligungsverfahren erstreckten sich für den Abschnitt von Aix-les-Bains bis Annecy von 1860 bis 1863, für den Abschnitt von Annecy bis Annemasse von 1868 bis 1874.
Gebaut und eröffnet wurde die Strecke schließlich von der Compagnie Paris-Lyon-Méditerranée (PLM) in drei Etappen: der erste Abschnitt von Aix-les-Bains bis Annecy am 5. Juli 1866, die erste Etappe des zweiten Abschnitts von La Roche-sur-Foron bis Annemasse am 10. Juli 1883, und die zweite Etappe des zweiten Abschnitts zwischen Annecy und La Roche-sur-Foron als Lückenschluss am 5. Juni 1884 aufgrund von Bauverzögerungen am Viadukt von Évires.
Die Strecke wurde 1961 in Annecy unter Aufhebung von drei Bahnübergängen in einen 397 Meter langen, überdeckten Einschnitt beim Bahnhof gelegt. Aufgrund von Verformungen am Tunnel von Sauvage wurde unter Aufgabe des Tunnels 1973 eine 1272 Meter lange Streckenverlegung erstellt.
Im Hinblick auf die Inbetriebnahme der Durchmesserlinie Bahnstrecke Genève–Annemasse (kurz CEVA) des S-Bahn-Systems Léman Express im Dezember 2019 wurde der Streckenabschnitt Annemasse–La-Roche-sur-Foron durch SNCF Réseau umfangreich modernisiert. Unter anderem wurden Stellwerke an die künftigen Ansprüche angepasst, Bahnübergänge geschlossen und die Bahnhöfe behindertengerecht ausgebaut.

## Versuchsstrecke für Wechselspannung

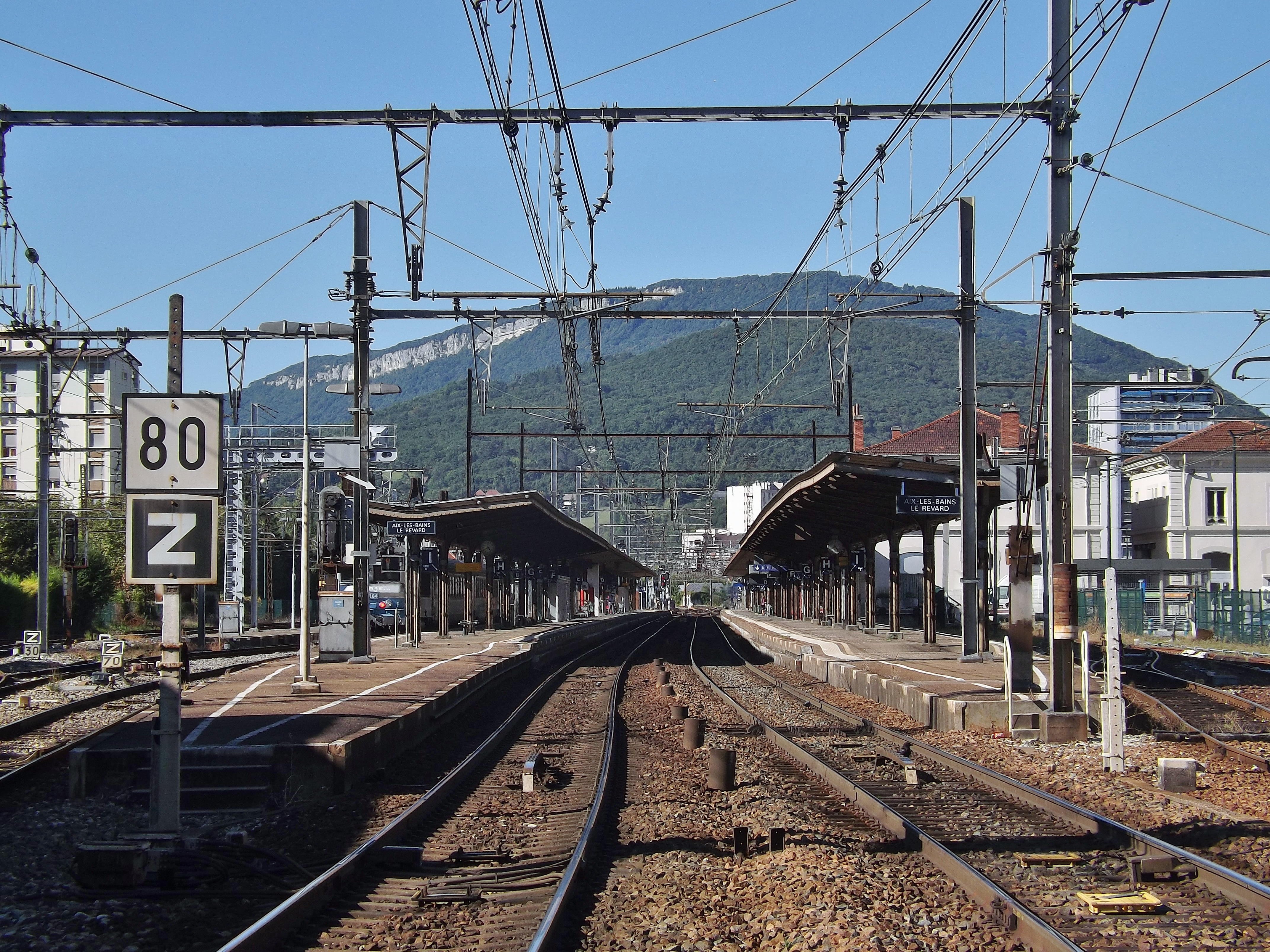
Bahnhof Aix-les-Bains

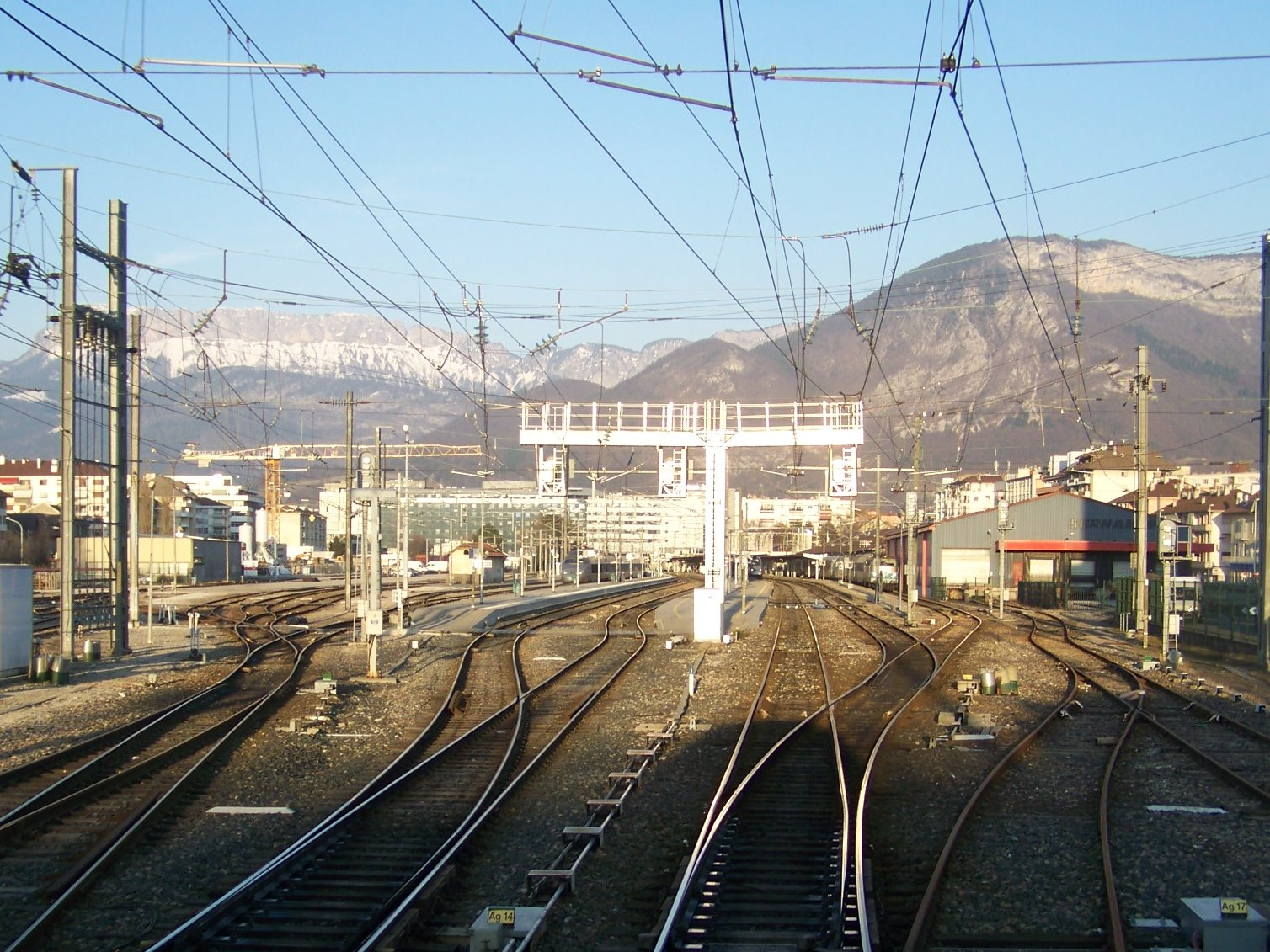
Bahnhof Annecy, 2009

Bei den französischen Eisenbahnen hatte sich der Gleichstrombetrieb durchgesetzt, jedoch gab es schon früh Versuche mit dem Wechselstromsystem. 1911 wurde die Bahnstrecke Cannes–Grasse, zwei Jahre später die Bahnstrecke Perpignan–Villefranche-de-Conflent mit einer Wechselspannung von 12 kV und 16 2/3 Hz elektrifiziert. Auf Anregung der deutschen Elektroindustrie wurde ab 1935 die Höllentalbahn im Schwarzwald mit hochgespanntem Wechselstrom von 20 kV und 50 Hz versorgt, der bahneigene Kraftwerke und Unterwerke überflüssig machte. Diese topografisch anspruchsvolle Strecke lag nach dem Zweiten Weltkrieg in der Französischen Besatzungszone und stand damit der französischen Staatsbahn SNCF für Versuche zur Verfügung.
Ab 1944 diente der Abschnitt zwischen Aix-les-Bains und La Roche-sur-Foron für Elektrifizierungsversuche mit Einphasen-Wechselstrom einer Frequenz von 50 Hz und einer Spannung von 25 kV. Bis März 1948 war mit der E 244 21 eine Lok der DR-Baureihe E 244 als Versuchsträger auf dem ersten elektrifizierten Abschnitt der Strecke. Die 1936 an die Deutsche Reichsbahn ausgelieferte Maschine wies vier Einphasen-Reihenschlussmotoren auf.
Ab dem 15. Juli 1950 wurde die Strecke Aix-les-Bains–Annecy mit einer reduzierten Spannung von 20 kV und 50 Hz gespeist, am 10. Mai 1951 wurde dieser Versuchsbetrieb wieder bis nach La Roche-sur-Foron ausgeweitet. Im Oktober 1951 kam kurzzeitig auch die – von der Betriebsvereinigung der Südwestdeutschen Eisenbahnen (SWDE) bei der AEG in Auftrag gegebene und im November 1950 fertiggestellte – E 244 22 im Raum Annecy zum Einsatz. Der umgebaute zweiteilige, 1951 mit einem zweiachsigen Mittelwagen versehene ET 25 025 kam ebenfalls auf das bald bis Annemasse und Le Fayet erweiterte Wechselstromnetz.
Für den durchgehenden Einsatz mit Übergang zum Gleichstromnetz unter 1500 V wurde 1950 die CC 6051 – „Grand-Mère“ (Großmutter) genannt – (spätere CC 20001) von der Schweizerischen Lokomotiv- und Maschinenfabrik (SLM) und der Maschinenfabrik Oerlikon (MFO) gebaut. Mechanisch die Mutterlokomotive der Schweizer Baureihe Ae 6/6, war sie weltweit die erste Mehrsystemlokomotive für den Betrieb unter Einphasen-Wechselstrom und Gleichstrom, letzteres als frühtechnische Konzession mit stark verminderter Leistung.
Ab Mai 1953 wurde an der Strecke an der dauerhaften Anhebung der Spannung von 20 kV auf 25 kV gearbeitet, während eines einmonatigen Depot-Aufenthalts wurden die Transformatorwicklungen der CC 6051 hierfür angepasst. Die SNCF leitete Anfang der 1950er-Jahre zu Versuchszwecken jeweils ein Exemplar der seinerzeit beschafften 1500-V-Gleichstrom-Serienloks für eine Fahrdrahtspannung von 25 kV ab. 1951 lieferte Alsthom die  BB 8051 (spätere BB 10 001) aus, eine Mehrzwecklokomotive mit einer Dauerleistung von 2.840 PS. Sie war mit zwei Quecksilberdampfgleichrichtern ausgestattet, entsprach ansonsten weitgehend der Gleichstrombaureihe BB 8100. Ungewöhnlichste Lok war die 1955 gebaute sechsachsige Zweisystemlokomotive BBB 20 003 mit der Achsfolge Bo’Bo’Bo’. Die Baureihe CC 25000, von der neun Exemplare als SLM-Lizenzbau von Batignolles-Châtillon und der MFO zwischen 1955 und 1958 für den Dienst in Hochsavoyen hergestellt wurden, war die erste Regelype für den Wechselstrombetrieb.
Die endgültige Spannungsumstellung auf 25 kV erfolgte am 15. November 1953; am 28. Juli 1954 war die komplette Strecke bis Annemasse umgestellt. Die Versuchsergebnisse in Savoyen waren so erfolgreich verlaufen, dass die SNCF bereits 1952 entschied, die 303 km lange Strecke von Thionville nach Valenciennes mit 50 Hz/25 kV zu elektrifizieren. Auch die Bahnstrecke Marseille–Ventimiglia und der Abschnitt von Dole nach Vallorbe der Verbindung Paris-Lausanne erhielten dieses System. Der neue 50-Hertz-Standard wurde von der europäischen 50-Hz-Arbeitsgemeinschaft ab 1954 auch weltweit exportiert und verbreitet.

## Streckenverlauf
Von Aix-les-Bains im Seebecken des Lac du Bourget, genauer am Ostufer, wird nordostwärts in der Senke der Deysse bis zur flachen Wasserscheide bei Albens gelangt, um bei Rumilly ins Tal des Chéran einzufahren. Wenige Kilometer weiter nördlich tritt die Trassierung in das Tal des Fier (Fluss) ein, dem sie auf mehreren Querungen und Kunstbauten bis Annecy am Nordende des eponymen Lac d’Annecy folgt. Hoch westlich über der Fillière (Fluss) und ihrem Oberlauf, dem Daudens, geht es nun weiter nordwärts aufsteigend zum Col d'Évires, der im 1,5 Kilometer langen Bornes-Tunnel unterfahren wird. Anschließend steigt die Trasse über eine weit nach Osten gerichtete Schleife mit Hufeisenkurve um Saint-Laurent (Haute-Savoie) nach La Roche-sur-Foron im weiten Tal der Arve ab. An dessen Westrand gelangt die Linienführung schließlich nach Annemasse im Becken des Genfer Sees. 

## Betrieb
Die Strecke wird von TER Auvergne-Rhône-Alpes-Zügen bedient. Seit dem 15. Dezember 2019 bestehen außerdem stündliche Direktverbindungen der Léman-Express-Linie L2 von Annecy via Annemasse und Genf nach Coppet.